# Cmentarz przy kościele św. Katarzyny w Kartuzach
Cmentarz przy kościele św. Katarzyny w Kartuzach – istniejący w latach 1490–1847 cmentarz rzymskokatolicki w Kartuzach, w obecnym powiecie kartuskim, w województwie pomorskim.
Cmentarz znajdował się przy kościele pw. św. Katarzyny, który znajdował się w pobliżu kaplicy św. Brunona. Został zlikwidowany w 1847. Obecnie w tym miejscu znajduje się Park „Solidarności”. O istnieniu cmentarza i kościoła przypomina kamień pamiątkowy odnowiony w 2007 z inicjatywy  Towarzystwa Miłośników Kartuz.